# Метод Бріджмена
Метод Бріджмена, або метод Бріджмена—Стокбаргера — вирощування великих монокристалів, таких як кремнію чи арсеніду галію. Названий на честь фізика Персі Вільямса Бріджмена.

## Опис методу

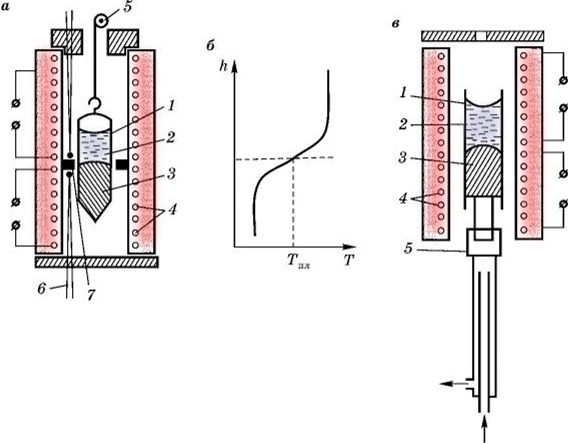
Схеми методу Бріджмена (а, в) і розподіл температури по висоті печі (б):
1 — контейнер (ампула); 2 — розплав; 3 — кристал; 4 — нагрівач; 5 — пристрій для переміщення контейнера; 6 — термопара; 7 — екран; стрілки — потік охолоджувача.

Для процесу використовують горизонтально розділену піч. Температура у верхній частині печі є вище температури плавлення компонентів, а у нижній частині печі вона є нижчою. Через опускання тигля який обертається, розплав кристалізується при переході в нижчу частину пічки.
Особливою частиною цього методу є також тигель. Він є вужчим у нижній частині, там де спочатку починається кристалізація. Нижче звуження тигля кристалізується розплав спочатку полікристалічно, однак при проходженні звуження росте лише один окремий монокристал в решті розплаву, який служить одночасно центром кристалізації. Отже решта розплаву при затвердінні (кристалізації) повністю приймає орієнтацію зародка, утворюючи єдиний монокристал.
Метод Бріджмена—Стокбаргера, або метод спрямованої кристалізації, полягає в тому, що через піч, що має нерівномірний розподіл температури по довжині, простягається ампула з матеріалом (можлива нерухома ампула і рухається піч). Ампула має загострений кінець для запобігання утворенню великої кількості зародків. кристалізація цим методом може здійснюватися в двох режимах в контейнері: або при переміщенні контейнера з речовиною через зону розплавлення, або при плавне зниження температури в умовах постійного градієнта температурного поля.
Ці режими реалізовані в двох варіантах: кристалізації в вертикальному і горизонтальному напрямках. При вертикальному переміщенні контейнера монокристали можуть вирости при спонтанне зародження або на приманку. У разі спонтанного зародження дну контейнера надають конічну форму. Тигель з розплавом переміщається в печі з високотемпературної області в низькотемпературну. В результаті цього на дні конусоподібного тигля починається кристалізація, і завдяки геометричному відбору виростає один монокристал, який має форму судини. Це не дозволяє використовувати метод Стокбаргера для кристалізації речовин, розширюються при затвердінні (Ge, Si і т. д.). 

## Процеси
Як експериментальні, так і чисельні дослідження показують, що в процесі вирощування методом Бріджмена великий вплив на якість, вирощуваного кристала надає виникають конвективні течії, отже, керуючи їм, можна управляти тепломассопереносом в розплаві, а значить якістю вирощеного кристала. Течії в розплаві можуть, як покращувати, так і погіршувати однорідність розподілу домішки в вирощувати кристалі. З одного боку, течії, сприяючи перемішуванню домішки в розплаві, вони підвищують однорідність її розподілу. З іншого боку, течії в розплаві переносять домішка і здатні порушити однорідність розподілу домішки в вирощуваних кристалах, створюючи ділянки в яких є локальний надлишок або недолік домішки. У цьому сенсі течії шкідливі і їх потрібно ефективно гасити. Особливо шкідливі коливальні течії в розплаві, так як при такому перебігу домішка перерозподіляється непередбачуваним чином. З метою придушення течій слід використовувати нагрівачі (печі), які створюють стійку температурну стратифікацію в розплаві. В земних умовах такою стійкою стратифікацією є постійний вертикальний градієнт температури, спрямований вгору. На практиці існують чинники, які порушують профіль температури, створюваний нагрівачем. До таких факторів можна віднести, наприклад, наявність ампули (контейнера, заповненого вирощуваних матеріалом). 
Адекватний облік наявності теплообміну між матеріалом і ампулою кінцевої товщини, виготовленої з типових матеріалів, використовуваних для методу Бріджмена, показав, що осьової градієнт температури, як правило, знижується, а радіальний може, як знижуватися, так і підвищуватися. В системі створюється стійкий, вертикальний градієнт температури, при якому конвективні течії не повинні виникати. Однак, через різницю теплопровідності твердої і рідкої фаз, руху нагрівача, виділення тепла при фазовому перетворенні виникає радіальний градієнт температури, який веде до появи течій.
Отже, при коректному моделюванні процесу росту кристалів необхідно брати до уваги і конвективний тепломасоперенос, і наявність ампули. Однак, можлива оптимізація дизайну печі і ампули, що дозволяє знизити осьову і радіальну сегрегації. Це є основною метою всіх досліджень, яких на цей момент існує дуже багато. У зазначених роботах велика увага приділена тому, як протягом впливає на розподіл домішки в розплаві і, отже, в кристалі, і як добре продумана конфігурація експериментальної або модельної установки, веде до модифікації перебігу, може вплинути на розподіл домішки в вирощеному кристалі.

## Обладнання
Одним з основних вимог, висунутих технологічним процесом вирощування кристалів до термічного обладнання, є стабільність підтримки температурного поля в робочому об'ємі установки. Процеси, які відбуваються під час росту кристала (переміщення ростового контейнера (ампули) з робочою речовиною, зміна теплофізичних властивостей робочої речовини при переході з рідкого стану в тверде, виділення прихованої теплоти кристалізації і ін.), призводять до змін температурного поля в робочому обсязі. Зміни температурного поля викликають відхилення осьової швидкості росту кристала від номінальної швидкості переміщення ростового контейнера, які можуть негативно вплинути на досконалість зростаючого кристала.
Експериментальні установки по вирощуванню кристалів вертикальним методом Бріджмена з часом сильно змінилися під впливом рекомендацій по оптимізації тепломасопереноса, зроблених на основі теоретичних досліджень. Для методу Бріджмена—Стокбаргера використовується кілька варіантів вдосконалених нагрівачів. Одна з цих печей є дві трубки, які формують гарячу і холодну ізотермічні зони. Між ними знаходиться адіабатична зона. В іншому варіанті печі використовується нагрівач, що створює однорідний вертикальний градієнт температури вздовж всієї довжини ампули. Для печі з адіабатичній зоною протягом в розплаві при вирощуванні кристалів методом Бріджмена має форму двох вихорів, розташованих один над іншим. Вихор, розташований поблизу поверхні розділу кристал / розплав, конвективним чином переносить домішка вгору вздовж осі ампули, він обумовлений різницею теплопровідності кристала, розплаву і ампули. У верхньому вихорі рідина рухається проти годинникової стрілки (Розплав рухається вгору вздовж стінки ампули), цей вихор викликаний радіальним градієнтом температури, що виникли через наявність переходу між адіабатичній і гарячої зонами печі. У разі градиентной печі (з лінійним по всій довжині ампули градієнтом температури), формується лише один вихор, обумовлений радіальним градієнтом температури, що виникають близько викривляється фронту.

## Модифікації
Розвиток сучасних технологій пред'являє все більш високі вимоги до якості монокристалів. керуючи течіями в розплаві, можна істотно впливати на якість одержуваного матеріалу. Одним з найбільш перспективних способів управління процесом кристалізації є вібраційний вплив.
В останні десятиліття проводиться велика кількість експериментів з вирощування кристалів методом Бріджмена в умовах мікрогравітації. На початковому етапі метою таких досліджень було отримання матеріалів зі значно покращеними властивостями. Нині мікрогравітація стала засобом, що дозволяє більш глибоко вивчати фундаментальні процеси, супроводжуючі зростання монокристалла. Набуті знання допомагають підвищити якість кристалів, що створюються в земних умовах. В ході експериментів з використанням методу Бріджмена, проведених в космосі в 70-х роках  XX го століття, було виявлено, що в міру зростання може спостерігатися відділення кристала від стінки ампули. При цьому зменшуються механічні напруги поблизу стінки ампули, що позитивно впливає на якість монокристалла. Встановлено, що кристал може рости без контакту зі стінкою, навіть якщо спочатку розплав знаходився в закритому контейнері і стикався зі стінкою.